# 霍賈雷機場
霍賈雷機場，阿塞拜疆收复前称为斯捷潘納克特機場，是亞塞拜然東北方10公里城鎮霍賈雷的機場。1991年至2023年由有限承認國家阿爾察赫共和國控制，海拔為610公尺，只有一條05/23跑道，長2178公尺，寬37公尺。
霍賈雷機場在蘇聯時期即有營運，纳戈尔诺-卡拉巴赫战争爆發後停止運作。2009年，阿尔察赫方開始試圖修復機場，計劃於2011年5月9日恢復航班，機場開幕日期多次延後並引起相當爭議，亞塞拜然曾威脅可能擊落起降班機。至今機場仍未能重新啟用。
2023年9月阿爾察赫共和國宣布解散後，阿塞拜疆控制了該機場。

## 歷史

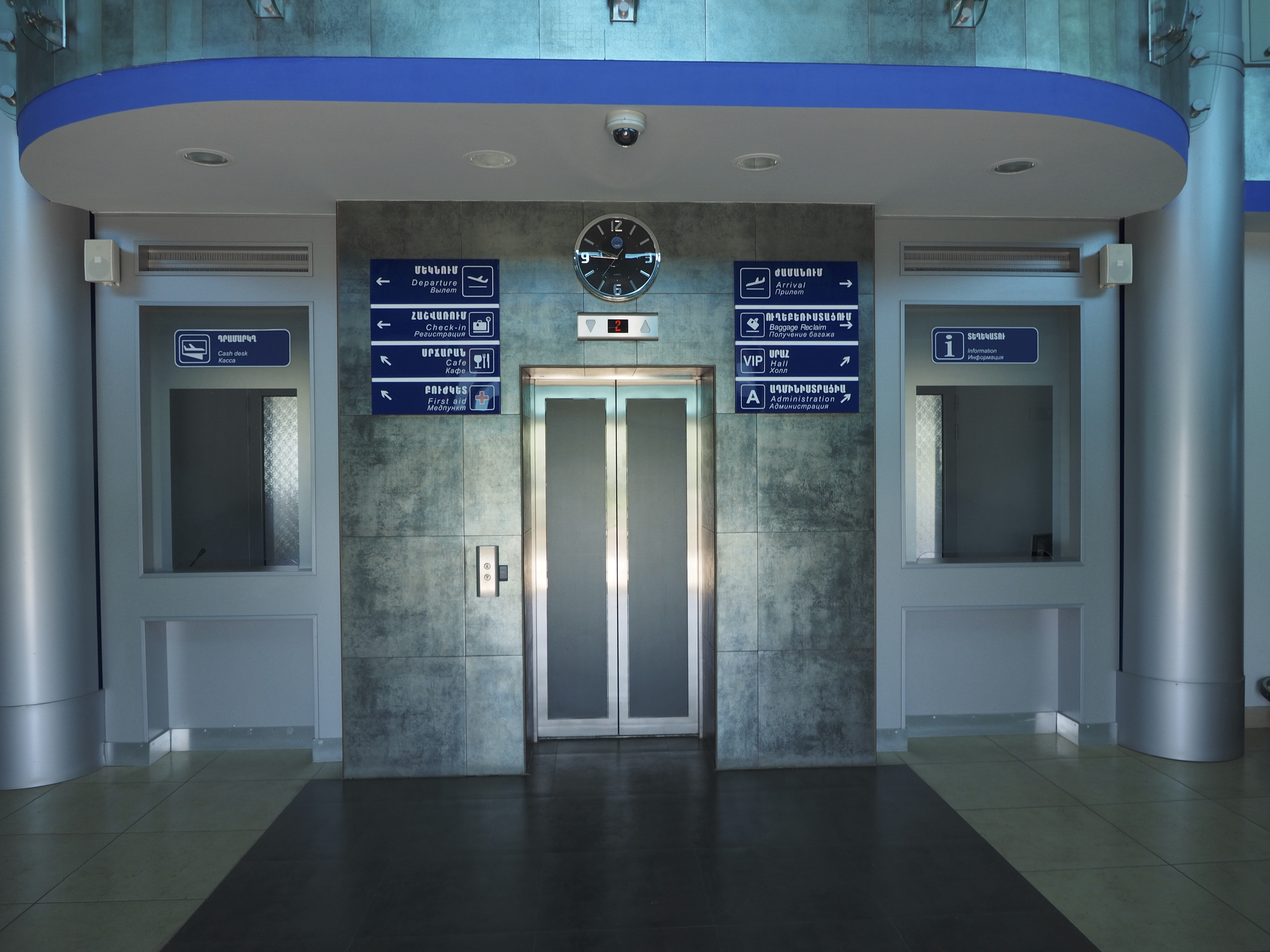
機場內部，攝於2016年

斯捷潘納克特機場於1974年開幕啟用，當時稱為漢肯德機場（漢肯德為亞塞拜然對斯捷潘納克特的稱呼），有航班往返葉里溫與巴庫。1990年8月1日，一架自葉里溫飛往斯捷潘納克特的雅克-40客機在拉欽區墜毀，機上39名乘客與4名機組員罹難。蘇聯官方調查認為駕駛是因能見度低而墜機，斯捷潘納克特機場人員調查認為是因機上運載的貨物超重，亞美尼亞則表示亞塞拜然應對此負責。纳戈尔诺-卡拉巴赫战争爆發後斯捷潘納克特機場受損而停止運作，戰後機場由阿尔察赫控制。

### 重啟爭議

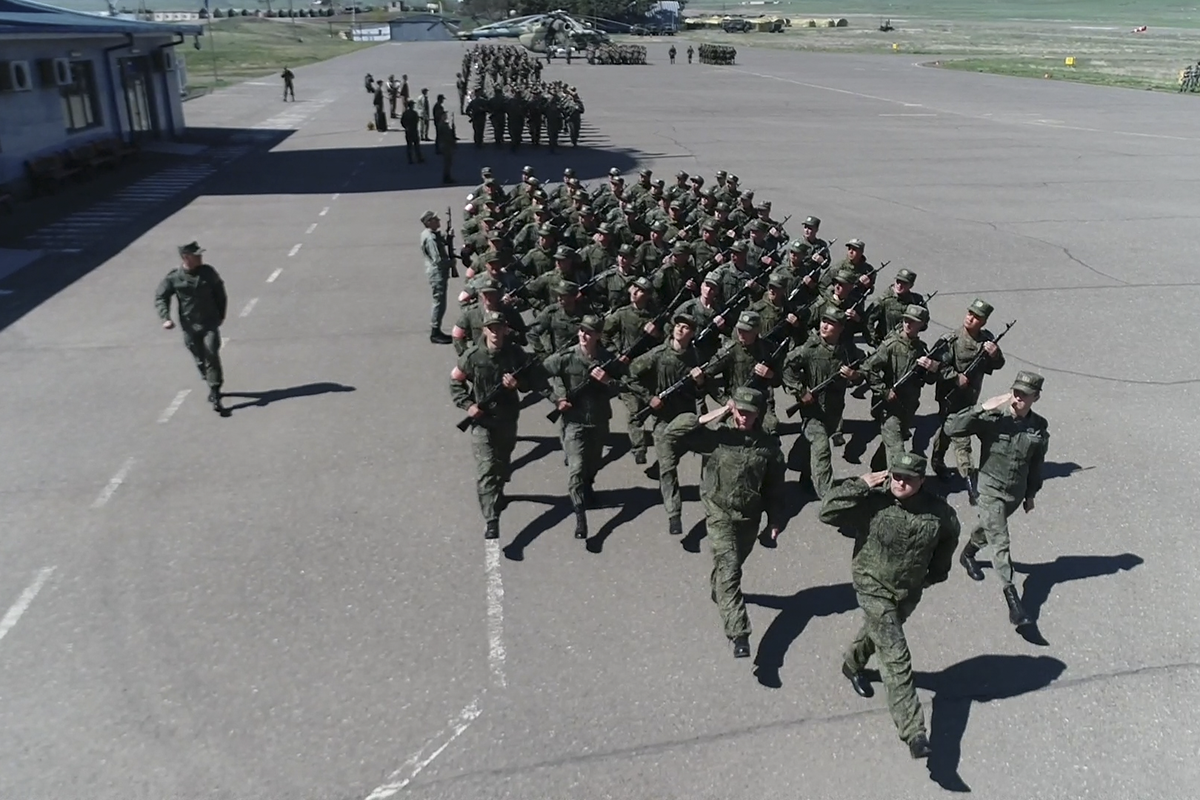
2021年4月，斯捷潘納克特機場內的俄羅斯維和部隊

2009年，阿尔察赫開始修復跑道、建造新航廈與安裝新的導航設備，該國城市規劃部長Karen Shahramanian表示航廈將於2010年11月完工，但隨後延至2011年4月。政府稱翻修完成的機場每小時將可服務約200名旅客。2011年4月，機場完工日期再度延期，官員表示當年夏天即會完工，且否認拖延是與亞塞拜然的領土爭議所致。
阿尔察赫宣布機場將於2011年開幕後，亞塞拜然民用航空局局長阿里夫·馬瑪多夫警告根據亞塞拜然航空法律，從葉里溫飛往斯捷潘納克特的航班未經授權，可能被其擊落。阿爾察赫總統辦公室官員大衛·巴巴揚則回應若亞塞拜然嘗試擊落班機，阿爾察赫武裝部隊將作出適當反應。亞美尼亞總統谢尔日·萨尔基相譴責亞塞拜然擊落航班的威脅，稱其為胡扯，並表示機場開幕後他將搭上首班班機飛往斯捷潘納克特。亞塞拜然回應指薩奇席恩的言論為挑釁，但外交部發言人隨後表示亞塞拜然不會對民用航空設施使用武力。美國助理國務卿菲利普·戈登、駐亞塞拜然大使马修·布里扎與駐亞美尼亞大使玛丽·约瓦诺维奇均指亞塞拜然的威脅「令人無法接受」，並呼籲機場開幕前應解決安全方面的顧慮。
2011年4月14日，歐洲理事會議員大會324名議員中的23位發表聲明譴責亞美尼亞在亞塞拜然領土上進行機場工程。2012年11月，美國駐亞塞拜然大使理查·莫寧斯塔表示他認為斯捷潘納克特機場恢復運作對亞美尼亞和亞塞拜然的和平進程沒有幫助。土耳其外交部長艾哈迈德·达武特奥卢將亞美尼亞試圖重開機場的行為視為挑釁，並呼籲亞美尼亞停止挑釁。土耳其政府還表示若亞美尼亞執意重開機場，將禁止亞美尼亞使用該國領空。古阿姆民主和經濟發展組織（GUAM）秘書長瓦萊里·契契拉什維利表示機場位於亞塞拜然領土，不應在未經亞塞拜然允許的情況下運作。

## 航空
斯捷潘納克特機場本預期會有航班往返亞美尼亞首都葉里溫，由阿爾察赫國營的阿爾察赫航空執飛，該航空於2011年1月成立，總部即位於斯捷潘納克特機場，但從未開始營運。